# Deliverance (álbum de Opeth)
Deliverance é o sexto álbum de estúdio da banda sueca de death metal progressivo Opeth. Lançado em 12 de novembro de 2002, ele sucedeu o disco de grande sucesso, Blackwater Park, de 2001, e foi gravado entre 22 de julho e 4 de setembro de 2002, tempo em que também foram feitas as gravações do disco Damnation, lançado no ano seguinte. Deliverance e Damnation dividem a banda em dois estilos de música prevalentes devido ao seu grande contraste, já que esse é considerado como um dos álbuns mais pesados da banda[carece de fontes?], enquanto este último é caracterizado por um som muito mais maduro, influenciado pelo rock progressivo.

## Estruturação
A banda inicialmente planejava que Deliverance e Damnation fossem lançados como um álbum duplo, mas a gravadora tomou uma posição contrária e lançou-os separadamente numa janela de cinco meses, a fim de promovê-los adequadamente. Além disto, as gravações e as composições musicais foram feitas simultaneamente. Isto alongou severamente a gravação das músicas, uma vez que não havia qualquer composição feita anteriormente. Åkerfeldt, membro de Opeth, compô-las durante a noite e gravou-as em conjunto com a sua banda durante o dia.
O nome da canção "Master's Apprentices" é baseado na banda australiana The Masters Apprentices. Outra canção cujo nome deriva-se de uma fonte externa é "For Absent Friends". Este é o nome de uma outra canção do álbum Nursery Crime da banda britânica Genesis.
No fim da canção "By the Pain I See in Others", a nota final desaparece gradualmente, terminando em 10:40. Dos 12 minutos até 13:15, são reproduzidos dois versos do tipo backmasking da canção "Master's Apprentices".

## Recepção
| Críticas profissionais | Críticas profissionais |
| Avaliações da crítica  | Avaliações da crítica  |
| Fonte                  | Avaliação              |
| ---------------------- | ---------------------- |
| Allmusic               | [ 5 ]                  |
| Rolling Stone          | (favorável)            |
| Sputnikmusic           | [ 7 ]                  |

O álbum alcançou o 16.° lugar no Top Heatseekers, e o 19.° lugar na Top Independent Albums, sendo este o primeiro lançamento da banda Opeth a aparecer nas paradas musicais.Além disto, essa também ganhou o Prêmio Grammis de melhor Hard Rock/Metal do Ano.
Deliverance também apareceu nas listas de melhores álbuns de 2002 de Kerrang!, Metal Hammer e Terrorizer. Em 2012, Loudwire classificou-o como o terceiro melhor álbum de 2002.

## Faixas
Todas as faixas escritas e compostas por Mikael Åkerfeldt. 
| N.º | Título                        | Nota   | Duração |  |
| 1.  | "Wreath"                      |        | 11:11   |  |
| 2.  | "Deliverance"                 | Nota 1 | 13:36   |  |
| 3.  | "A Fair Judgement"            |        | 10:23   |  |
| 4.  | "For Absent Friends"          | Nota 2 | 2:17    |  |
| 5.  | "Master's Apprentices"        | Nota 3 | 10:32   |  |
| 6.  | "By the Pain I See in Others" | Nota 4 | 13:50   |  |

## Créditos
| - Mikael Åkerfeldt – vocal, guitarra, violão - Peter Lindgren – guitarra - Martin Mendez – baixo - Martin Lopez – bateria, percussão - Steven Wilson – vocal, guitarra, mellotron, piano, teclados | - Opeth – produtor, engenheiro - Steven Wilson – produtor, engenheiro - Fredrik Nordstrom – engenheiro - Fredrik Reymerdahl – engenheiro - Andy Sneap – mixador |